# محمدکریم خان کرمانی

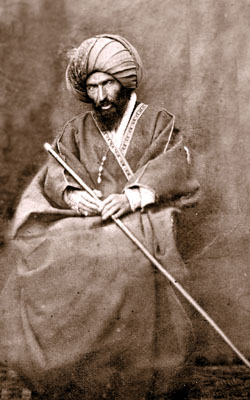
[http://m-kermani.ir

حاج محمدکریم خان کرمانی (۱۸۷۳-۱۸۱۰) سومین رهبر شیخیه و نفر بعد از سید کاظم رشتی  بود.

## زندگی
وی فرزند ابراهیم خان ظهیرالدوله پسر عمو و داماد فتحعلی‌شاه است که حاکم کرمان بود. محمد کریمخان بعد از فوت پدر به کربلا رفت و در سلک شاگردان شیخ احمد احسائی درآمد و به سبب استعداد در علوم ائمه اطهار در زمان سید کاظم رشتی و پس از او بالغ بر دویست و شصت و پنج جلد کتاب تصنیف نمود.

## آثار
محمد کریم خان کرمانی علاوه بر کتب اعتقادی و حکمت، کتب متعددی در زمینه‌های طب، کیمیا، هندسه، نجوم و هیئت و سایر علوم به رشته تحریر درآورده.
او در سال ۱۲۸۸ قمری هنگام سفر به عتبات عالیات در سه منزلی کرمان در قریه ته رود درگذشت و درکربلا دفن گردید.
اگرچه او ادعا می کرد که فقط بیانگر تعالیم شیخ احمد و سید کاظم است، اما کرمانی را باید متفکری اصیل به حساب آورد.

## رد ادعای باب
گفته میشود وی از اولین علمای شیخیه است که ادعاهای مسیحایی علی محمد باب را رد کرد و با آن مبارزه کرد. او دهها کتاب ضد بابی نوشت که یکی از آنها رساله ازهاق الباطل فی رد البابیه (درهم شکستن باطل در رد بابیه) است.

## تشویق مردم به مبارزه با اشغال انگلیس
در جریان جداسازی هرات از ایران انگلیس در سال ۱۸۵۶م به بوشهر حمله کرد و برای فشار بر ایران برای خروج از هرات، آن را اشغال کرد. در آن زمان محمد کریم خان با نوشتن کتابی با عنوان «ناصریه» مردم را به مقاومت در برابر اشغال انگلیس تشویق کرد.

## سرنوشت سلسله شیخیه
پس از او شیخیه به دو قسمت تقسیم شد: کرمانیه که از پیروان محمد کریم خان کرمانی هستند و اسکوئیه که از پیروان میرزا حسن حائری قرچه داغی که بعدها در رابطه با موسی الاحقیه به الاحقیه معروف شدند. پیروان بخش دوم عموماً عنوان (شیخیه) را رد می کنند و اصرار دارند که از نظر عقیدتی با بقیه شیعیان اثنی عشری تفاوتی ندارند و نسبت به قسمت اول به بقیه شیعیان نزدیکترند.

## آثار
شماره کتب موجود محمد کریم خان کرمانی بیش از دویست و شصت مجلد است.
- ارشاد العوام
- الفطرة السلیمة
- رسالة فی التسدید
- الزام النواصب
- رساله رکن رابع
- رسالة الجامع فی الاحکام
- تیر شهاب در رد باب
- تبصرة المبتدی
- رجوم الشیاطین
- سی فصل
- رسالة فی اسرار الصلاة
- یاقوة حمراء
- دیوان شعر
- هدایه العوام
- مناسک حج
- ناصریه
- حجه القاطعه
- رساله بینه
- مرآت الحکمه
- در جواب شیخ محمد بحرانی

کتب عربی و ریاضیه:
- ضیاءالبصائر
- رساله در علم دوربین
- مرآه المنیر
- در علم ماسه
- وجیزه در علم حساب
- مواقع النجوم
- رساله دذ علم حصیات
- رساله در طول و عرض بلاد
- اسرار النقاط در علم رمل

کتب ریاضیه فارسیه:
- رساله تقویم که همه ساله بکار می‌آید
- رساله حلقه کریمیه
- رساله عزیز خان سردار در باب حقیقت رؤیا

کتب عربیه در علوم متفرقه:
- شهاب الثاقب در رجم النواصب
- ازهاق الباطل در رد باب مرتاب
- جواب سؤال ملا محمود نظان العلما در حقیقت رکن رابع

مری اقدام نمی‌فرمودند مگر اینکه حدیثی در آن باب ببینند.